# 岩崎弘
岩崎 弘（いわさき ひろし、1944年〈昭和19年〉 - ）は、日本の教育者、元慶應義塾幼稚舎教諭。現在、慶應義塾福澤研究センター顧問、福澤諭吉協会会員、三田剣友会賛助会員、港区剣道連盟理事、全日本剣道連盟錬士六段、帝京八王子中学・高等学校校長。

## 経歴
1969年（昭和44年）、明治学院大学経済学部を卒業。白百合学園小学校教諭を経て、1974年（昭和49年）、慶應義塾幼稚舎教諭。
2010年（平成22年）、慶應義塾幼稚舎を定年退職。
2017年（平成29年）、帝京八王子中学・高等学校校長に着任。

## 著作

### 単著
- 福澤諭吉著　『童蒙をしへ草　口語訳・解説』（巻1・巻2） 慶應義塾幼稚舎〈慶應義塾初等教育シリーズ2〉、1994年。
- 福澤諭吉著　『童蒙をしへ草　口語訳・解説』（全5巻） 慶應義塾幼稚舎〈慶應義塾初等教育シリーズ4〉、1996年。
- 福澤諭吉著　『童蒙おしえ草　ひびのおしえ—現代語訳』　慶應義塾大学出版会、2006年。ISBN 978-4766412031
- 福澤諭吉著　『童蒙おしえ草　ひびのおしえ　現代語訳』 角川ソフィア文庫、2016年。ISBN 978-4044001636

### 共著
- 大谷一途（著）、森敏行（著） 『子どもの喜ぶ生活科クイズ&パズル&ゲーム〈社会科編〉』　黎明書房〈シリーズ・勉強を楽しく15〉、1993年。ISBN 978-4654015450
- 加藤三明（著）、近藤由紀彦（著）、杉浦重成（著）、武田敏伸 （著） 『子どもの喜ぶ社会科クイズ&パズル&ゲーム〈中学年〉』　黎明書房〈シリーズ・勉強を楽しく16〉、1993年。ISBN 978-4654015467
- 大谷一途（著）、加藤三明（著）、近藤由紀彦（著）、中山理 （著） 『子どもの喜ぶ社会科クイズ&パズル&ゲーム〈高学年〉』　黎明書房〈シリーズ・勉強を楽しく17〉、1993年。ISBN 978-4654015474
- 『百と二十五年の物語』　慶應義塾幼稚舎〈私たちの幼稚舎第1巻〉、1999年。